# Iglica (Góry Złote)
Iglica, Iglica Skalna (niem. Schollenstein, 526 m n.p.m.) – kulminacja na stoku Królówki w Górach Złotych (Sudety) w pobliżu Lądka-Zdroju ze skałką widokową i metalowym krzyżem na szczycie.

## Historia postawienia krzyża
Pierwszy, kilkunastometrowy drewniany krzyż stanął w tym miejscu 17 października 1813 roku. Postawił go przebywający na kuracji w Lądku-Zdroju pruski generał von Gravert. Poniżej, na skale umieścił także kamienną tablicę z inskrypcją OMNIA IN OMNIBVS CHRISTVS ("Wszystkim we wszystkich jest Chrystus", "V" pisane kapitałą należy odczytywać jako "U"). Ponieważ generał sam był ranny po fatalnym upadku z konia i nie mógł uczestniczyć w wojnie Prus z Napoleonem Bonaparte, ustawił krzyż w intencji zwycięstwa w przeddzień bitwy narodów. Wojska pruskie zwyciężyły w bitwie. Generał polecił po tym umieścić na skale drugą inskrypcję: IN HOC SIGNO VINCES XVIII OCT. MDCCCXIII ("W tym znaku zwyciężysz, 18 X 1813") oraz ufundował legat w kwocie 1000 talarów na utrzymanie krzyża, coroczne odmawianie mszy w rocznicę zwycięstwa oraz na pomoc ubogim dzieciom.
Miejscowa parafia wypełniała do 1945 roku obowiązki utrzymania krzyża, który stawiano na nowo kilkukrotnie, aż do czasów wymiany narodowościowej na tych ziemiach. Skałka stała się popularnym miejscem spacerów kuracjuszy i mieszkańców. Ostatni drewniany krzyż zwaliła burza w 1950 roku. W 2004 r. z inicjatywy Ludwika Pikuły – fotografa i mieszkańca Lądka-Zdroju – powołany został komitet, który doprowadził do postawienia w tym samym miejscu metalowego krzyża. Uroczystość poświęcenia odbyła się w 191. rocznicę postawienia – 17 października 2004 roku.
Obok skały znajdowała się dawniej pustelnia, zamieszkiwana przez eremitów do 1950 roku, której pozostałości można znaleźć do dzisiaj.

## Zobacz też

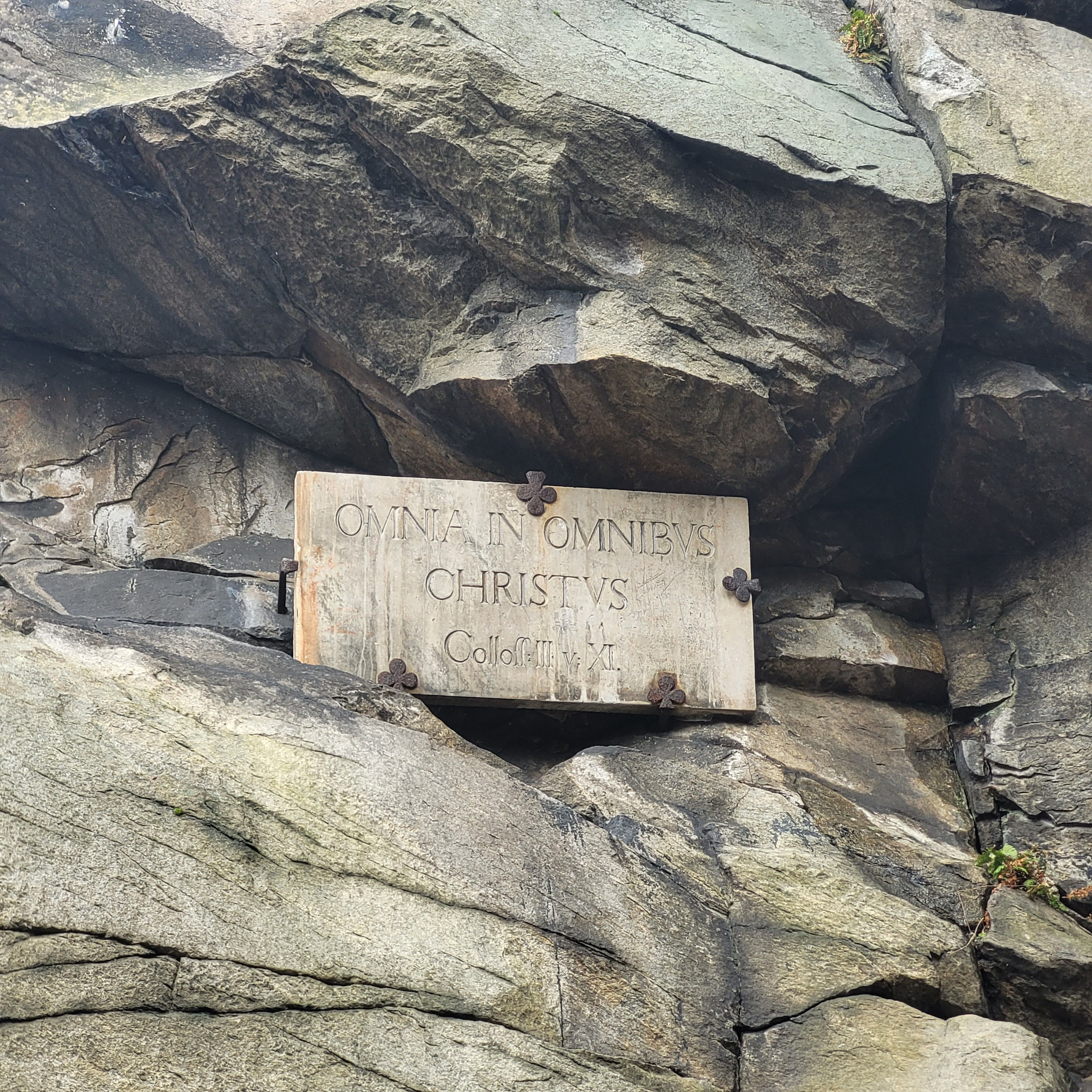
Tablica z napisem OMNIA IN OMNIBVS CHRISTVS
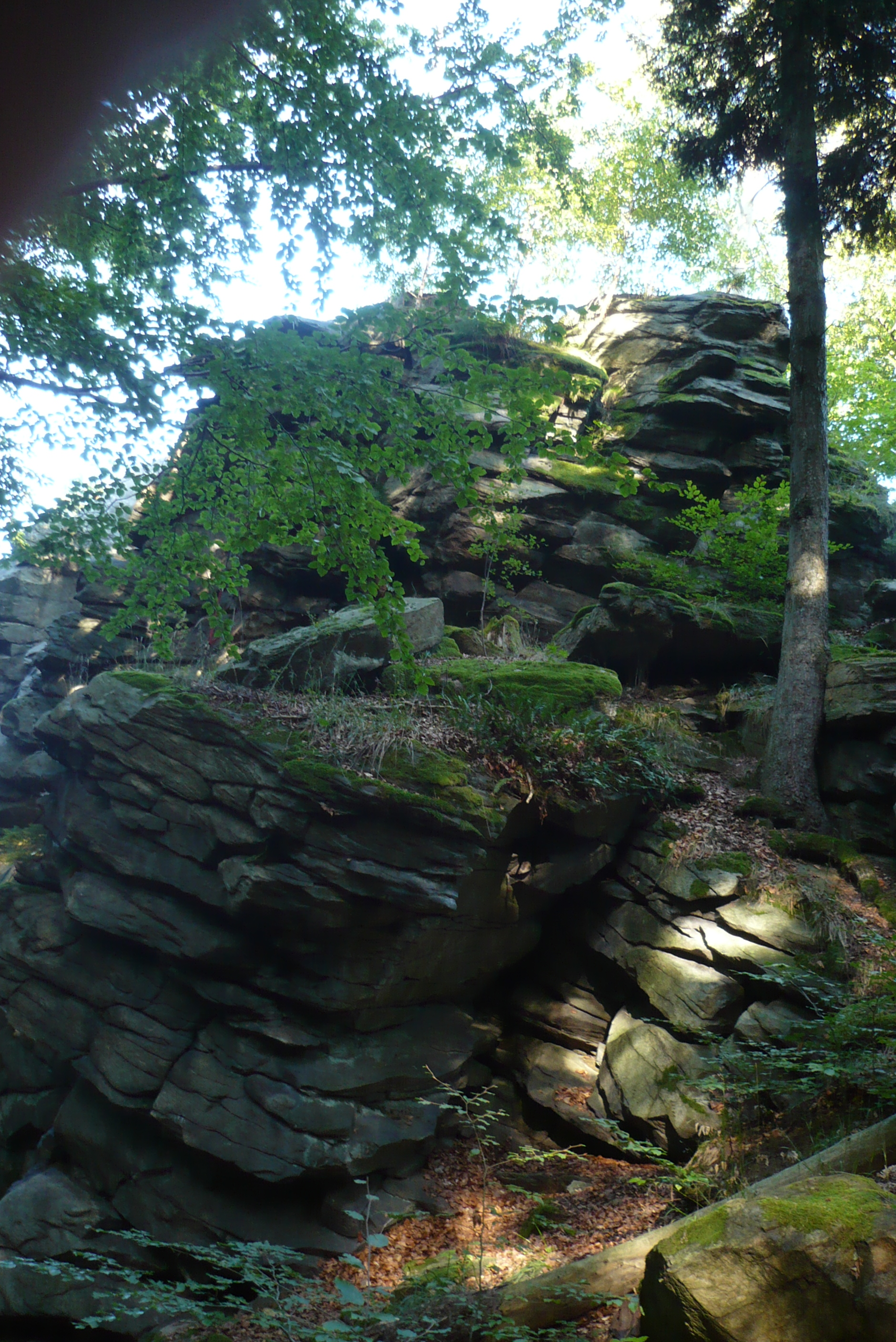
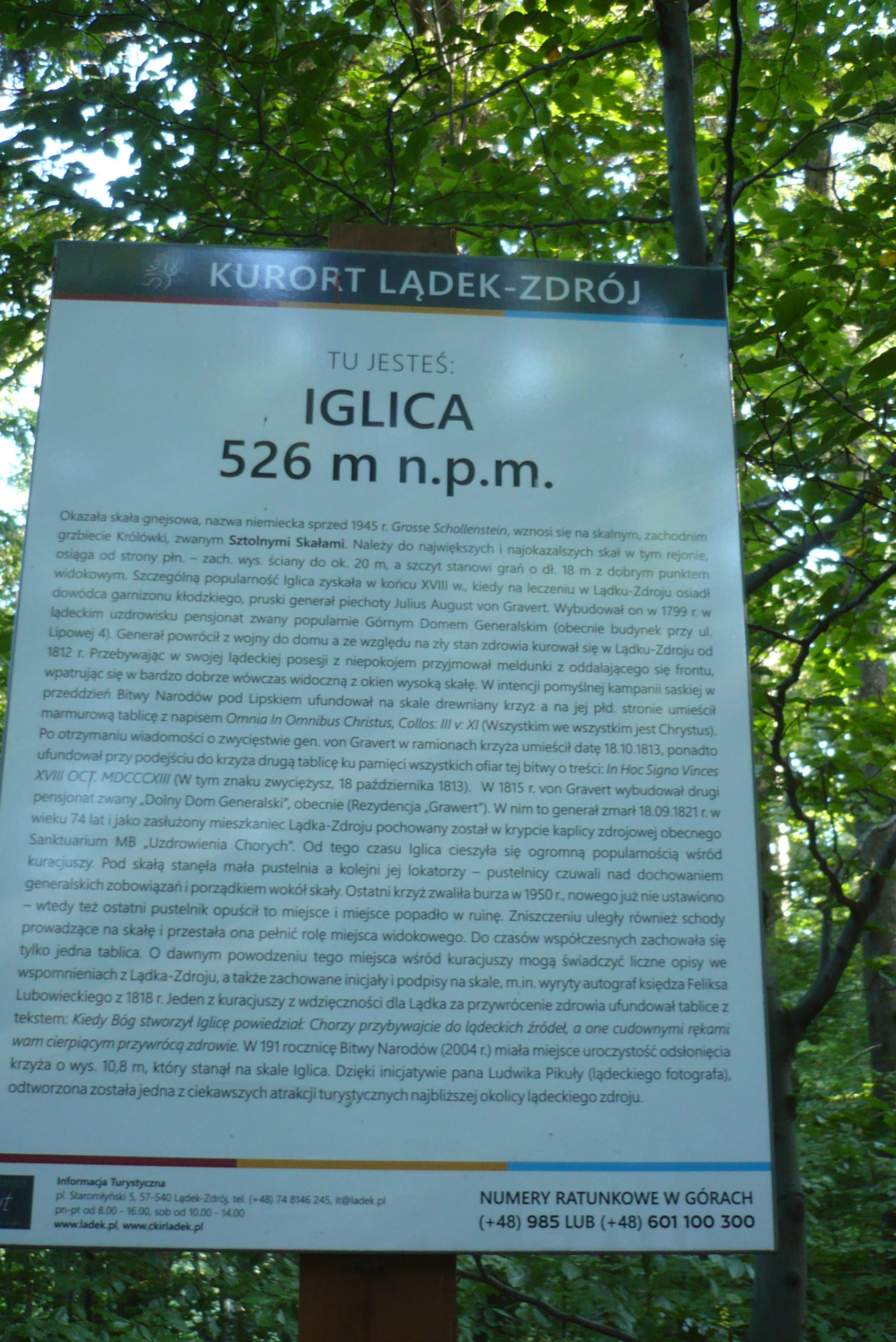
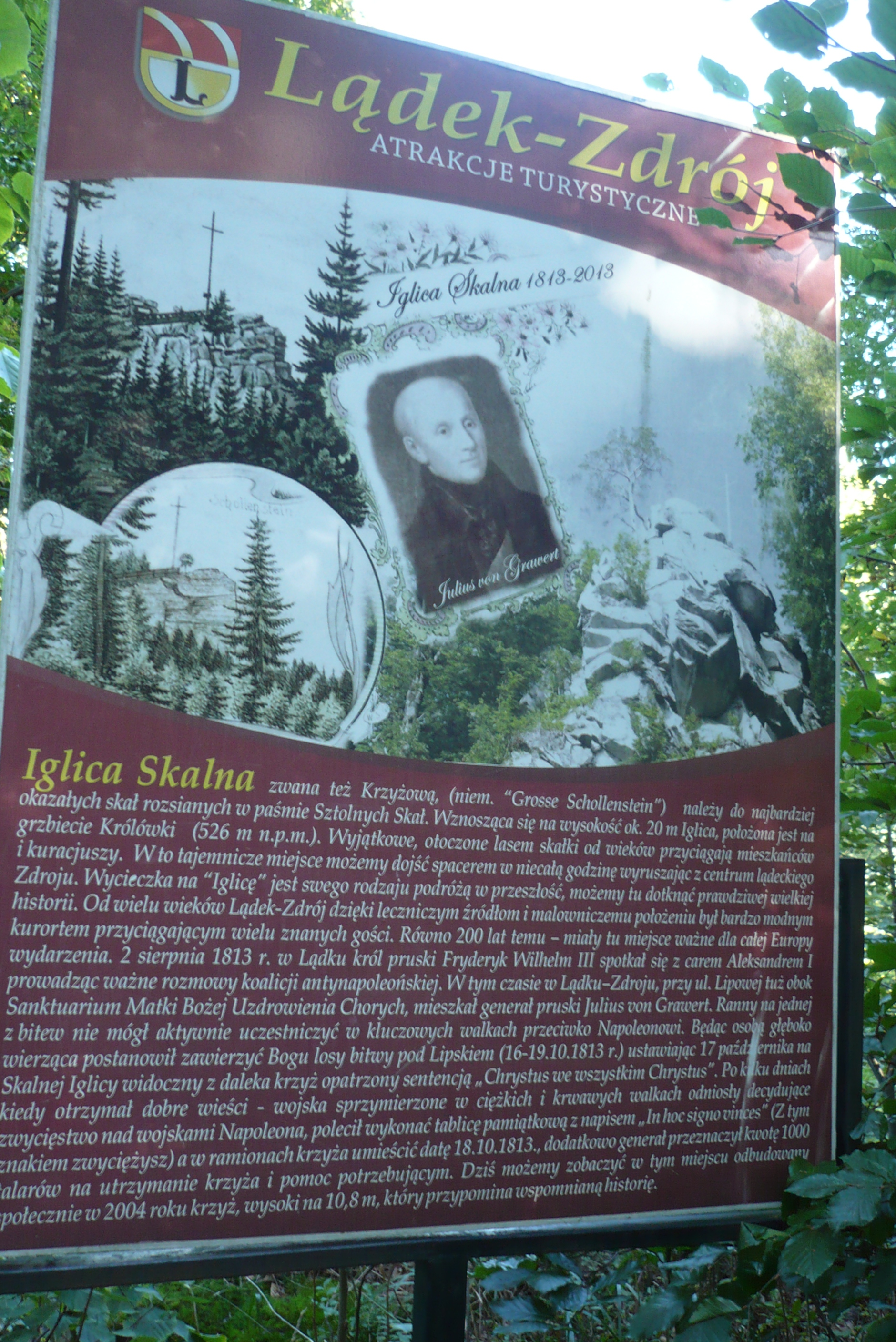
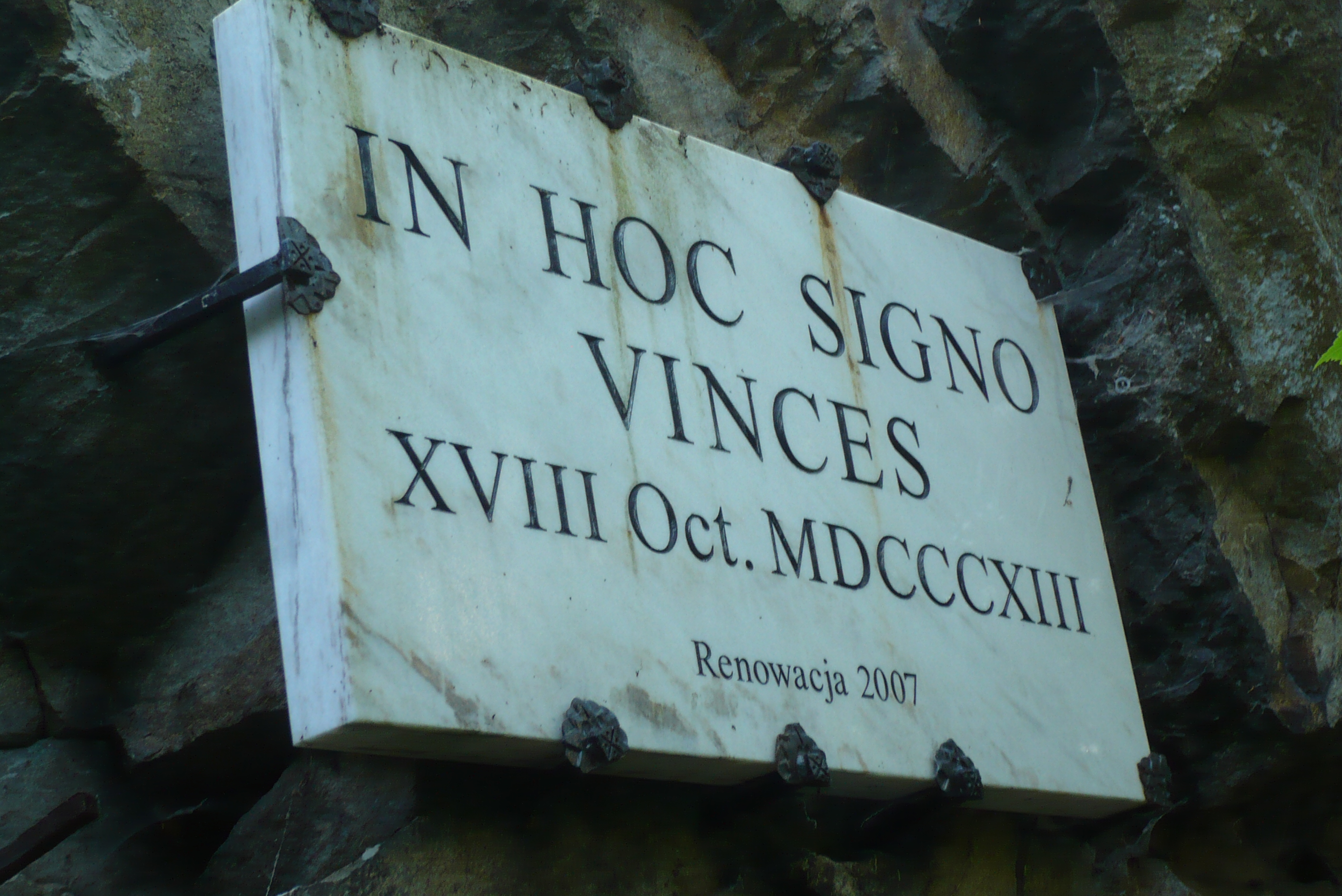
Tablica z napisem IN HOC SIGNO VINCES XVIII OCT. MDCCCXIII

## Turystyka
Na Iglicę prowadzi ścieżka krajoznawcza z centrum uzdrowiska w Lądku-Zdroju do źródła św. Jadwigi. Ze skały roztacza się szeroka panorama na dolinę Białej Lądeckiej i leżące po przeciwnej stronie Krowiarek. Skałka nadaje się do trenowania wspinaczki.